# OFK Teplička nad Váhom
OFK Teplička nad Váhom là một câu lạc bộ bóng đá Slovakia đến từ Teplička nad Váhom. Hiện tại đội bóng thi đấu ở 3. liga (cấp độ 3 trong hệ thống bóng đá Slovakia). Câu lạc bộ được thành lập năm 1928.